# Cugnoli
Cugnoli é uma comuna italiana da região dos Abruzos, província de Pescara, com cerca de 1.666 habitantes. Estende-se por uma área de 15 km², tendo uma densidade populacional de 111 hab/km². Faz fronteira com Alanno, Catignano, Civitaquana, Nocciano, Pietranico.

## Demografia
| Variação demográfica do município entre 1861 e 2011                               |
|                                                                                   |
| Fonte: Istituto Nazionale di Statistica (ISTAT) - Elaboração gráfica da Wikipedia |